# Nefelometria
La nefelometria és una tècnica analítica que es basa en la dispersió de la radiació de la llum que travessa les partícules de la matèria. Quan la llum travessa un medi transparent en la qual existeix una suspensió de partícules sòlides, es dispersa en totes les direccions i com a conseqüència s'observa tèbia. La dispersió no suposa la pèrdua neta de potència radiant, només és afectada la direcció de la propagació, perquè la intensitat de la radicació és la mateixa en qualsevol angle. La intensitat depèn de: el nombre de partícules suspeses, la seva mida, la seva forma, els índexs refractius de la partícula i del medi dispersant i de la longitud d'ona de la radiació dispersa. La relació entre variables és més factible en un tractament teòric, però a causa de la seva complexitat rares vegades s'aplica en problemes analítics específics. El procediment generalment és empíric i només es consideren 3 factors:
1. La concentració: Amb major concentració de partícules major serà la dispersió de la llum.
2. La mida de les partícules: Factors com el ph, la velocitat o l'ordre de la mescla, concentració dels reactius, duració de l'estat de repòs i la força iònica.
3. Longitud d'ona: Generalment les mostres s'il·luminen amb la llum blanca, però si està acolorida, s'han d'escollir una porció de l'espectre electromagnètic en la que l'absorció del medi es redueix a la meitat.

En les mostres s'agregen agents tensioactius (com la gelatina), per prevenir la coagulació del col·loide. Només s'obtenen dades fiables si es controlen escrupolosament les variables que afecten la mida de les partícules.

## Diferències amb la turbidimetria
Generalment, la nefelometria i la turbidimetria s'utilitzen en l'anàlisi de la qualitat química de l'aigua per determinar la claredat i pel control dels processos de tractament. L'elecció entre un d'ambdós mètodes resideix en la dispersió de la llum, si és extensa, és apropiat aplicar la turbidimetria, en canvi si és mínima és apropiat la nefelometria. De la nefelometria s'obtenen millor resultats, perquè determina la concentració de poques parts per milió (ppm), amb una precisió d'1 al 5%. La nefelometria es basa en la mesura de la radiació dispersa, en canvi la turbidimetria en la mesura de la intensitat del feix de llum. L'instrument usat en la nefelometria, el nefelòmetre és molt similar al fluoròmetre. En canvi en la turbidimetria s'utilitza el turbidímetre que és un fotòmetre de filtre.